# Opernhaus am Zwinger
 L' Opernhaus am Zwinger  (Il teatro dell'opera dello Zwinger ) fu un teatro di Dresda, in Sassonia, in Germania, aperto nel 1719 e in funzionamento fino al 1849 quando venne distrutto da un incendio.

## Storia
L'architetto dello Zwinger, Matthäus Daniel Pöppelmann, era anche responsabile del teatro dell'opera situato accanto al suo padiglione sud-occidentale. L'edificio sostituì il precedente teatro dell'opera di Dresda, l'Opernhaus am Taschenberg, che fu trasformato in una chiesa.
La sala a tre piani poteva ospitare fino a 2000 persone ed era all'epoca uno dei più grandi teatri d'opera d'Europa. La prima rappresentazione fu il 3 settembre 1719 e andò in scena il Giovi ad Argo di Antonio Lotti, seguita il 13 settembre dalla première di Teofane sempre di Lotti in occasione delle nozze del principe Federico II agosto II con Maria Josepha d'Austria, che in seguito divenne re Augusto III di Polonia. Il teatro fiorì quando il re, un appassionato di opera, regnò come elettore e Johann Adolph Hasse era direttore musicale. A causa della guerra dei sette anni, l'ultima opera, l' olimpiade di Hasse, fu eseguita nel 1756. L'edificio fu poi utilizzato per balli e concerti. Bruciò durante la rivolta di maggio a Dresda nel 1849. Il successivo teatro dell'opera, il Semperoper, fu costruito in una posizione diversa.